# Colleen Quigley
Colleen Quigley (ur. 20 listopada 1992) – amerykańska lekkoatletka specjalizująca się w biegach długodystansowych.
W 2015 zajęła 12. miejsce w biegu na 3000 metrów z przeszkodami podczas mistrzostw świata w Pekinie. W 2016 była ósma na igrzyskach olimpijskich w Rio de Janeiro. Rok później została zdyskwalifikowana w eliminacjach biegu z przeszkodami podczas mistrzostw globu w Londynie.
Medalistka mistrzostw USA. Stawała na najwyższym stopniu podium czempionatu NCAA.
Rekord życiowy w biegu na 3000 metrów z przeszkodami: 9:10,27 (2 września 2018, Berlin).

## Osiągnięcia
| Rok  | Impreza                   | Miejsce        | Konkurencja                   | Pozycja     | Wynik   |
| ---- | ------------------------- | -------------- | ----------------------------- | ----------- | ------- |
| 2015 | Mistrzostwa świata        | Pekin          | bieg na 3000 m z przeszkodami | 12. miejsce | 9:34,29 |
| 2016 | Igrzyska olimpijskie      | Rio de Janeiro | bieg na 3000 m z przeszkodami | 8. miejsce  | 9:21,10 |
| 2017 | Mistrzostwa świata        | Londyn         | bieg na 3000 m z przeszkodami | –           | DQ      |
| 2018 | Halowe mistrzostwa świata | Birmingham     | bieg na 1500 m                | 9. miejsce  | 4:15,97 |
| 2019 | Mistrzostwa świata        | Doha           | bieg na 3000 m z przeszkodami | eliminacje  | DNS     |